# Будинок на вулиці Поштовій, 18 (Кривий Ріг)

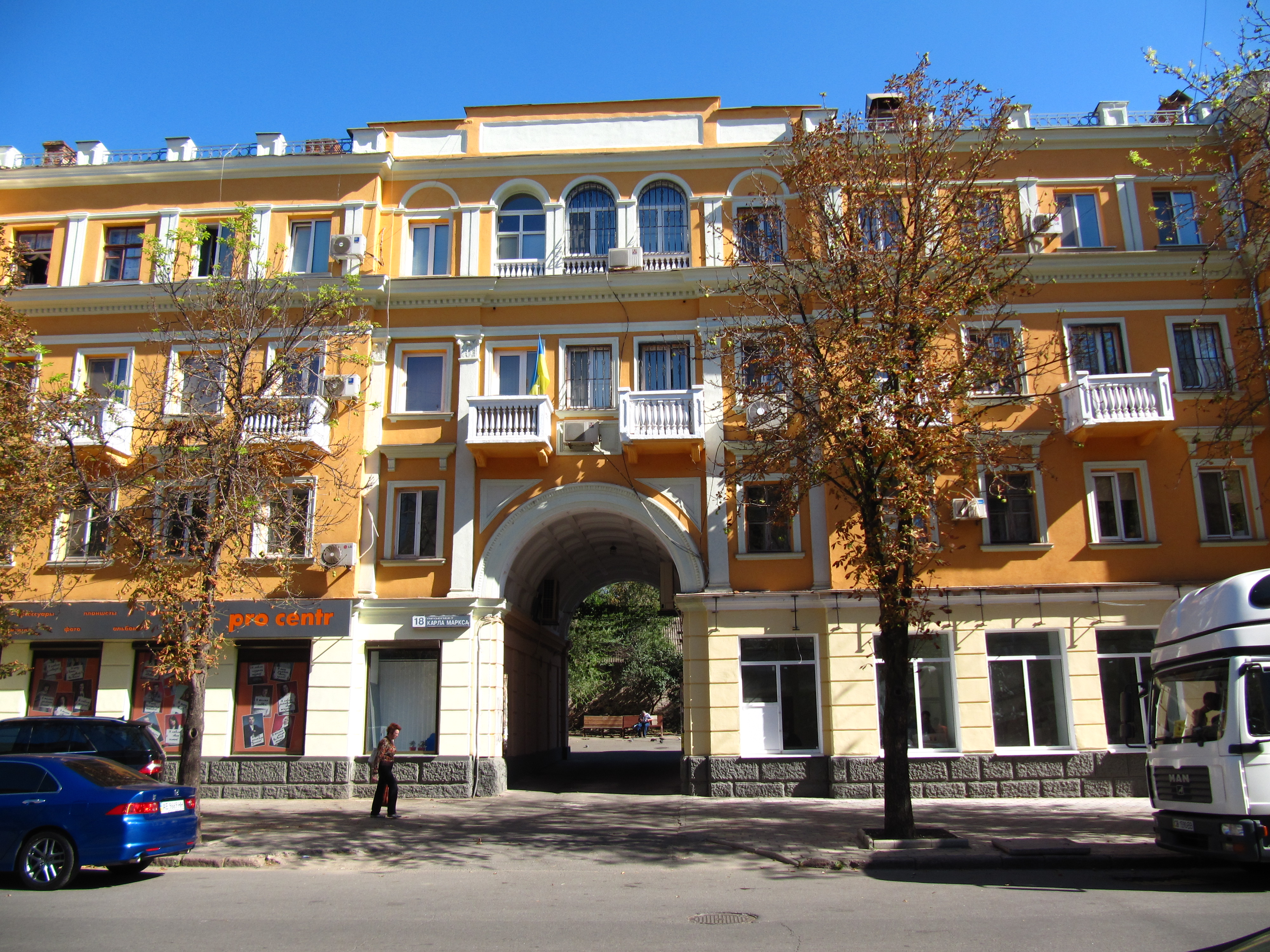
Будинок на вулиці Поштовій, 18

Житловий будинок по проспекту Поштовому, 18 (Центрально-Міський район) збудований у 1950 р. Архітектори — В. Суманєєв, В. Млинарич, В. Вірченко.

## Передісторія
У 1950 р. по проспекту Карла Маркса (нині — Поштовий) був побудований чотириповерховий житловий будинок у стилі «сталінська неокласика». За проектом архітекторів «Кривбаспроекту» В. Суманєєва, В. Млинарича, В. Вірченка приміщення на першому поверсі споруди призначалися для нежитлових об'єктів: крамниць та контор.
Відповідно до розпорядження голови Дніпропетровської державної адміністрації від 12.04.1996 р. № 158-р житловий будинок по проспекту Поштовому, 18 є пам'яткою архітектури місцевого значення міста Кривий Ріг з охоронним номером 134.

## Споруда
Пам'ятка –цегельна чотириповерхова споруда післявоєнної відбудови. Має 2 під'їзди, 24 квартири (по 12 квартир у під'їзді, по 4 квартири на 2-4 поверхах). Перший поверх– дощатий руст, тинькований. В центрі першого поверху будинку зроблено наскрізний проїзд у вигляді напівкруглої арки. Відноситься до стилю «сталінська неокласика».